# Chirosia aberrans
Chirosia aberrans är en tvåvingeart som beskrevs av Collin 1955. Chirosia aberrans ingår i släktet Chirosia och familjen blomsterflugor. Arten har ej påträffats i Sverige. Inga underarter finns listade i Catalogue of Life.